# تجاوز قانونی
تجاوز قانونی گونه‌ای از تجاوز جنسی است که سن یکی از افراد کمتر از آن است که رضایت قانونی برای روابط جنسی داشته باشد.